# Madame Abel Chatenay
'Madame Abel Chatenay' est un cultivar de rosier obtenu en France en 1894 par le rosiériste Joseph Pernet-Ducher et mise en commerce en 1895. Elle doit son nom à l'épouse d'Abel Chatenay, pépiniériste de Vitry-sur-Seine, vice-président (de 1913 à 1931), secrétaire général (pendant cinquante ans) et délégué de la Société nationale d'horticulture de France, commandeur de la Légion d'honneur et ami de Pernet-Ducher. Le rosier 'Madame Abel Chatenay' ne doit pas être confondu avec le cultivar de Syringa vulgaris (lilas) également du nom de 'Madame Abel Chatenay'.

## Description
'Madame Abel Chatenay' est une rose moderne tétraploïde du groupe hybrides de thé,, issue du croisement 'Dr. Grill' (rose thé, Bonnaire, 1884) x 'Victor Verdier' (hybride perpétuel, Lacharme, 1859). La forme arbustive du cultivar présente un port érigé de 90 cm à 100 cm de hauteur et de plus de 90 cm de largeur. Le feuillage dense est vert foncé. 
Ses fleurs doubles délicates de couleur rose carmin aux tons plus soutenus au cœur, et avec des nuances cuivrées au soleil, sont légèrement parfumées. Elles comportent 37 pétales et plus. La floraison la plus importante a lieu à la fin du printemps et au début de l'été avec quelques floraisons dispersées par la suite.

## Culture
La plante tolère la mi-ombre, mais fleurit mieux au soleil. Sa zone de rusticité est 7b. Elle est parfaite pour la culture en jardin et pour les fleurs à couper. 'Madame Abel Chatenay' existe aussi en rosier grimpant, variété obtenue en 1917 par Charles Page aux États-Unis.

## Distinctions
- Premier prix de l'exposition universelle de Lyon, 1894[10].

## Descendance
Par croisement avec 'Fisher & Holmes' (Verdier, 1865), elle a donné naissance à 'Étoile de France' (Pernet-Ducher, 1903). Elle a aussi donné naissance à 'Jonkheer J. L. Mock' (Leenders, 1909).